# Kate Bell
Kate Bell (Nueva Gales del Sur, 12 de noviembre de 1983) es una actriz australiana, más conocida por haber interpretado a Bec Sanderson en la serie Blue Water High.

## Carrera
Kate desempeñó el papel de Susie en "Home and Away" y dos meses más adelante la pusieron en la lista reducida para un papel en la serie "The rangers of the Energy". 
Realizó un papel en la serie "Blue Water High" como 'Bec'. Kate abandonó la universidad de Wollongong apenas seis meses antes de graduarse para poder formar parte de la serie. 
También formó parte de "How to change in 9 Weeks", "Macbeth","Hold Please", "Stupid Stupid Man" y "The Charser´s war on Everything". Tuvo que aprender surf para el papel de Bec en "Blue Water High".

## Filmografía

### Series de televisión
| Año  | Título            | Personaje             | Notas                       |
| ---- | ----------------- | --------------------- | --------------------------- |
| 2010 | The Pacific       | Mary Houston Phillips | episodio "Home" - miniserie |
| 2010 | Neighbours        | Naomi Lord            | 5 episodios                 |
| 2009 | Home and Away     | Joey Collins          | 10 episodios                |
| 2009 | The Cut           | Rhonda Hutley         | episodio "Brain Snap"       |
| 2006 | Stupid Stupid Man | Melinda               | episodio "Prophylaxis"      |
| 2005 | Blue Water High   | Bec                   |                             |

### Películas
| Año  | Título      | Personaje     | Notas |
| ---- | ----------- | ------------- | --- |
| 2011 | The Cup     | Claire        | junto a Stephen Curry, Jodi Gordon, Daniel MacPherson, Shaun Micallef, Martin Sacks, Andrew Curry, Meredith Penman y Brendan Gleeson |
| 2009 | In Her Skin | Rachel Barber | junto a Guy Pearce, Miranda Otto, Khan Chittenden y Ruth Bradley                                                                     |

## Premios y nominaciones
| Año  | Categoría                      | Premio      | Serie         | Resultado |
| ---- | ------------------------------ | ----------- | ------------- | --------- |
| 2010 | Most Popular New Female Talent | Logie Award | Home and Away | Nominada  |